# Julio Quevedo
Julio Faustino Quevedo Elías (* 17. Oktober 1939 in San Martín Jilotepeque; † 9. Juni 2025) war ein guatemaltekischer Leichtathlet.

## Karriere
Julio Quevedo gewann bei den Zentralamerika- und Karibikmeisterschaften 1967 in Xalapa die Bronzemedaille über 5000 Meter. Bei den Olympischen Sommerspielen 1968 in Mexiko ging Quevedo im Wettkampf über 1500 und 5000 Meter sowie im 3000 Meter Hindernislauf an den Start. Vier Jahre später bei den Spielen in München startete er erneut im 3000 Meter Hindernislauf und nahm zudem über 10.000 Meter sowie im Marathonlauf teil. Bei den Zentralamerikaspielen 1973 in Guatemala-Stadt gewann Quevedo über 1500, 5000 und 10.000 Meter jeweils die Silbermedaille.